# Miles Simon
Pour les articles homonymes, voir Simon (patronyme).
 (octobre 2019).
Si vous disposez d'ouvrages ou d'articles de référence ou si vous connaissez des sites web de qualité traitant du thème abordé ici, merci de compléter l'article en donnant les références utiles à sa vérifiabilité et en les liant à la section « Notes et références ».
Miles Julian Simon, né le 21 novembre 1975 à Stockholm en Suède, est un joueur et entraîneur américain de basket-ball.

## Biographie
Il ne s'est pas présenté à la draft 1997 après avoir été élu MOP du final four universitaire.
Après sa carrière de joueur, Simon devient entraîneur. Il fait partie de l'encadrement des Lakers de Los Angeles de 2017 à 2022 et entraîne l'équipe affiliée des Lakers de South Bay en 2021-2022.
En juin 2023, Miles Simon rejoint les Suns de Phoenix comme entraîneur adjoint auprès de Frank Vogel. Il est limogé en mai 2024, peu après l'arrivée d'un nouvel entraîneur.

## Clubs successifs
- 1994-1998 : Wildcats de l'Arizona  (NCAA)
- 1998-1999 : Magic d'Orlando  (NBA)
- 2000-2001 : Maccabi Ra'anana
- 2001 : Livourne  (LegA)
- 2001-2002 : Wizards du Dakota  (CBA)
- 2002 : Varèse  (LegA)
- 2002-2003 : Wizards du Dakota  (CBA)